# باربی ماجراجویی خانه رویایی
باربی ماجراجویی خانهٔ رؤیایی (به انگلیسی: Barbie Dreamhouse Adventures) باربی: ماجراجویی خانهٔ رؤیایی یا فقط ماجراجویی خانهٔ رؤیایی، انیمیشن سریالی ماجراجویی کمدی کودکانه ساخته شده با سی‌جی‌آی می‌باشد که از ۳ مهٔ سال ۲۰۱۸ تا ۱۲ آوریل سال ۲۰۲۰ در ایالات متحده بر روی نتفلیکس پخش می‌شد؛ این در‌حالی است که این انیمیشن سریالی برای نخستین‌بار ۲۲ ژوئن سال ۲۰۱۸ در ایالات متحده بر روی وای‌تی‌وی به‌ نمایش در آمد.
این مجموعه برای تکمیل فرنچایز مبتنی‌بر باربی دریم‌توپیا ساخته شده است، این مجموعه بیشتر بر فعالیت‌ها و ماجراهای باربی، خواهرانش، سایر اعضای خانواده و دوستان او متمرکز است و از فیلم باربی جادوی دلفین ۲۰۱۷ پیروی می‌کند. فصل ۴ و ۵ سریال با عنوان «ماجراجویی خانهٔ رؤیایی: تیم رابرتز به‌پیش!» شناخته می‌شود. پس‌از اتمام پخش در نتفلیکس، این سریال در 4 فیلم تلویزیونی اقتباس شد که بخشی از خانواده و دوستان اصلی باربی، او را در ماجراجویی‌های خاصی همراهی می‌کردند.

## پس‌زمینه
به گفته کاترین بالسام شوابر، مدیر ارشد محتوای متل تله‌ویژن، و معاون ارشد توسعه و تولید محتوا، کریستوفر کینان؛ این سریال در پاسخ به کودکانی بود که می‌خواستند درباره شخصیت نمادین باربی، خواهران و کل خانواده و دوستانش بیشتر بدانند.

## پخش
این نمایش تلویزیونی در ۳ مه ۲۰۱۸ به‌عنوان یک ساخته رسمی نتفلیکس در ۵ فصل عرضه شد. فصل اول این سریال شامل شامل ۸ قسمت است که در تاریخ‌های خاصی منتشر شدند که در کشورها و مناطق مختلف در سراسر جهان متفاوت بود. این سریال در تاریخ ۲۲ ژوئن در وای‌تی‌وی در کانادا پخش شد. پاپ (کانال تلویزیونی) در بریتانیا و ایرلند در ۲۲ اکتبر ۲۰۱۸، شبکه تلوزیونی گولی در فرانسه و سوپر آرتی‌ال در آلمان با دوبله به زبان محلی پخش شدند. این برنامه در پاکستان از‌طریق شبکه تلویزیونی پاپ پخش می‌شد. فصل دوم این سریال در ۱۳ سپتامبر ۲۰۱۸ و فصل سوم در ۱۴ فوریه ۲۰۱۹ پخش شد. فصل چهارم در ۱ نوامبر ۲۰۱۹ و فصل پنجم و آخر در ۱۹ ژانویه ۲۰۲۰ با عنوان ماجراجویی خانهٔ رؤیایی: تیم رابرتز به‌پیش!، پخش شد و در ۱۲ آوریل ۲۰۲۰ به پایان رسید.

## صداپیشگان

### اصلی
- آمریکا یانگ در نقش باربی رابرتز
- الی مور به عنوان صدای خوانندگی باربی
- کرستن دی در نقش کاپیتان رابرتز، بزرگترین خواهر کوچکتر باربی. او یک دختر نوجوان باهوش است که عاشق تکنولوژی و دی‌جی است.
- کاساندرا لی موریس در نقش استیسی رابرتز، دومین خواهر کوچکتر باربی. او سرگرم‌کننده، خلاق، با‌استعداد و ورزشکار است.
- کسیدی نابر در نقش چلسی رابرتز، کوچکترین خواهر باربی. او تخیلی‌ترین دختر رابرتز است.
- لیزا فیسون در نقش مارگارت رابرتز، باربی، اسکایپر، استیسی و مادر چلسی و پاپی ریردون، همسایه متخاصم.
- گرگ چون در نقش جورج رابرتز، باربی، کاپیتان، استیسی و پدر چلسی.
- دزیره ویتفیلد در نقش نیکی واتکینز، بهترین دوست آفریقایی-آمریکایی باربی که اهل مد است.
- کریستینا میلیتسیا در نقش ترزا ریورا، بهترین دوست لاتین باربی، که یک خواننده و ترانه سرای مشتاق است. او همچنین یک دانش‌آموز ژیمناستیک است.
- استفنی شی در نقش رنه چائو، بهترین دوست چینی-آمریکایی باربی و شخصیت اصلی این فرنچایز پس‌از باربی: جوخه جاسوسی. بستگان او در چین زندگی می‌کنند.
- اما گالوین در نقش دیزی کوستوپولوس، بهترین دوست باربی که به دی‌جی اسکرچ علاقه دارد و موهای صورتی دارد. دیزی از اسکایپر الهام گرفت تا یک دی‌جی اسکرچ باشد.
- رایتش راجان در نقش کن کارسون، بهترین دوست باربی و همسایه دیرینه رابرتز. او می‌خواهد زیست‌شناس دریایی شود. * جانی یونگ بوش در نقش ویتاکر ریردون، شوهر پاپی.
- ایمن برنان در نقش فینکنادل ترولین «تری» ریردون، تنها پسر پاپی و ویتاکر. او خودخواه است و خود را پادشاه مالیبو می‌نامد.

### دیگران
- تارا سندز به‌عنوان درب خانه رویایی
- کرستن دی در نقش بن، تلفن ترزا، و تامی بانساوی، رقیب آسیایی-آمریکایی باربی.
- بنجامین دیسکین در نقش گرِگ
- رومین جانسون در نقش جانی بی
- کسیدی نابر در نقش باربی جوان و هانی، توله‌سگ ماده چلسی
- مگان جیمسون در نقش تازه‌کار، توله‌سگ نر اسپورت استیسی
- ای جی هادسون در نقش دی‌جی، توله‌سگ تحت تاثیر موسیقی اسکایپر
- کیتلین مک کورمیک در نقش تافی، کوچکترین توله‌سگ باربی
- چارلی دیکر در نقش جانی
- کریستینا میلیتسیا در نقش بیبی بانی و میو میو
- جانی یونگ بوش در نقش آقای گوئررو
- اوگی بنکز در نقش ند و تد جانسون، بهترین دوستان دوقلوی تری که با نام «د دودز» نیز شناخته می‌شوند.
- بن پرنسکی در نقش هنریک هنریسون، روفوس و راوی
- ناکیا بوریس در نقش میلر اصلی
- اسپایک اسپنسر در نقش جاناتان و هری هاوارتی

## قسمت‌ها
| فصل    | قسمت‌ها | قسمت‌ها | تاریخ اصلی روی آنتن رفتن | تاریخ اصلی روی آنتن رفتن |
| فصل    | قسمت‌ها | قسمت‌ها | اولین بار                | آخرین بار                |
| ------ | ------ | ------ | ------------------------ | ------------------------ |
| ۱      | 8      | 8      | ۳ مه ۲۰۱۸                | ۳ مه ۲۰۱۸                |
| ۲      | 9      | 9      | ۱۳ سپتامبر ۲۰۱۸          | ۱۳ سپتامبر ۲۰۱۸          |
| ۳      | 9      | 9      | ۱۴ فوریه ۲۰۱۹            | ۱۴ فوریه ۲۰۱۹            |
| ۴      | 13     | 13     | ۱ نوامبر ۲۰۱۹            | ۱ نوامبر ۲۰۱۹            |
| ۵      | 13     | 13     | ۱۹ ژانویه ۲۰۲۰           | ۱۲ آوریل ۲۰۲۰            |
| فیلم‌ها | 4      | 4      | ۱۸ سپتامبر ۲۰۱۷          | ۱ سپتامبر ۲۰۲۱           |

###### فیلم‌ها
پس‌از پایان سریال در ۱۲ آوریل ۲۰۲۰، متل تله‌ویژن این مجموعه تلویزیونی را به فیلم‌های تلویزیونی گسترش داد، که در نتفلیکس نیز به‌عنوان «ویژه تلویزیونی» نمایش داده شد و سپس برای پخش تلویزیونی در برخی کشورها انتخاب شد. اولین فیلم از سال ۲۰۱۷، باربی: جادوی دلفین، نه‌تنها به‌عنوان هدایتگر این مجموعه عمل کرد، بلکه باربی را از زمان مجموعه اینترنتی ۲۰۱۲–۲۰۱۵، باربی: زندگی در خانه رویایی، به سرویس پخش بازگرداند. فیلم دوم فرنچایز معروف باربی را احیا کرد که پس‌از اکران فیلم اول متوقف شد و سرویس پخش را برای همیشه به مقصدی برای محتوای جدیدتر باربی در ایالات متحده تبدیل کرد.